# Microgeneración

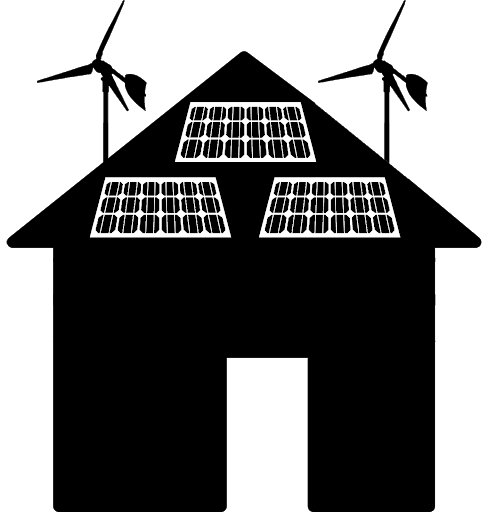
Ejemplo de Microgeneración.

Microgeneración es la generación a pequeña escala de calor y de energía eléctrica por prosumidores, pequeñas empresas y comunidades para satisfacer sus propias necesidades, como alternativa o complemento a la electricidad conectada a la red centralizada tradicional. Aunque esto puede estar motivado por consideraciones prácticas, tales como red eléctrica poco fiable o larga distancia a la red eléctrica, el término se utiliza actualmente para los enfoques con conciencia ambiental que aspiran a cero o bajas emisiones de huellas de carbono o a la reducción de costes. Se diferencia de la microenergía en que se refiere principalmente a plantas fijas de energía, en lugar de para su uso con dispositivos móviles.

### Partes autosuficientes de sistemas
- Microgeneration.com Archivado el 19 de octubre de 2008 en Wayback Machine. - Basic information on setting up microgeneration at home
- Information on precise domestic power consumption calculations to create partial/or completely off-grid systems
- Practical action's info on setting up microgeneration at home
- Hope Farm Information on Wind Power - Page on securing incentives, building, and monitoring power generated by small-scale wind on Upstate NY farm.
- Turbine-Free Wind Power - The New York Times
- Micro-Generation Regulation

### Relativas al RUnido
- https://web.archive.org/web/20180809062708/http://nogrid.co.uk/
- http://www.berr.gov.uk/energy/sources
- Renewable Heat Incentive
- Microgeneration Certification Scheme Information Installers
- Ofgem information on Feed-in Tariffs
- Micropower Council - In the UK they act as the industry's main contact point for government, opinion formers, the press, and the public
- Building for a Future magazine: Microgeneration - Good or bad?